# Pierre Blondiaux
Pierre Blondiaux   (10è districte de París, 23 de gener de 1922 - Niça, 14 d'abril de 2003) fou un remer francès que va competir durant la dècada de 1950.
El 1952 va prendre part en els Jocs Olímpics d'Estiu de Hèlsinki, on guanyà la medalla de plata en la prova del quatre sense timoner del programa de rem. Formà equip amb Jacques Guissart, Marc Bouissou i Roger Gautier.
En el seu palmarès també destaquen dues medalles de bronze al Campionat d'Europa de rem, el 1951 en el quatre sense timoner, i el 1953 en el vuit amb timoner. També guanyà una medalla de bronze als Jocs del Mediterrani de 1955.